# Olympische Sommerspiele 1908/Boxen
Bei den IV. Olympischen Spielen 1908 in London fanden fünf Wettbewerbe im Boxen statt. Austragungsort war die Sporthalle des Northampton Institute (die spätere City University). Mehr als drei Viertel der Teilnehmer stammten aus dem Vereinigten Königreich. Für die Organisation zuständig war die Amateur Boxing Association of England.
In jedem Kampf gab es drei Runden; die beiden ersten Runden dauerten drei Minuten, die dritte Runde vier Minuten. Zwei Punktrichter nahmen die Bewertung vor: In den zwei ersten Runden gaben sie fünf Punkte für den besseren Boxer, in der dritten Runde sieben Punkte. Die Punktzahl des anderen Boxers errechnete sich aus dem Grad der Unterlegenheit. Konnten sich die Punktrichter nicht auf einen Gewinner einigen, hatte der Ringrichter die Möglichkeit, selber einen Gewinner zu bestimmen oder eine vierte Runde anzuordnen.

## Bilanz

### Medaillenspiegel
| Platz | Land           | Gold | Silber | Bronze | Gesamt |
| ----- | -------------- | ---- | ------ | ------ | ------ |
| 1     | Großbritannien | 5    | 4      | 5      | 14     |
| 2     | Australasien   | –    | 1      | –      | 1      |

### Medaillengewinner
| Konkurrenz    | Gold            | Silber            | Bronze        |
| ------------- | --------------- | ----------------- | ------------- |
| Bantamgewicht | Henry Thomas    | John Condon       | William Webb  |
| Federgewicht  | Richard Gunn    | Charles Morris    | Hugh Roddin   |
| Leichtgewicht | Frederick Grace | Frederick Spiller | Harry Johnson |
| Mittelgewicht | Johnny Douglas  | Reginald Baker    | William Philo |
| Schwergewicht | Albert Oldman   | Sydney Evans      | Frank Parks   |

## Ergebnisse

### Bantamgewicht (bis 52,62 kg)
| Platz | Land | Sportler      |
| ----- | ---- | ------------- |
| 1     | GBR  | Henry Thomas  |
| 2     | GBR  | John Condon   |
| 3     | GBR  | William Webb  |
| 4     | FRA  | Pierre Mazior |
| 4     | GBR  | Frank McGurk  |
| 4     | GBR  | Henry Perry   |

Datum: 27. Oktober 1908 

6 Teilnehmer aus 2 Ländern

### Federgewicht (bis 57,15 kg)
| Platz | Land | Sportler        |
| ----- | ---- | --------------- |
| 1     | GBR  | Richard Gunn    |
| 2     | GBR  | Charles Morris  |
| 3     | GBR  | Hugh Roddin     |
| 4     | GBR  | Thomas Ringer   |
| 5     | GBR  | Edward Adams    |
| 5     | FRA  | Louis Constant  |
| 5     | GBR  | John Lloyd      |
| 5     | FRA  | Étienne Poillot |

Datum: 27. Oktober 1908 

8 Teilnehmer aus 2 Ländern

### Leichtgewicht (bis 63,50 kg)
| Platz | Land | Sportler          |
| ----- | ---- | ----------------- |
| 1     | GBR  | Frederick Grace   |
| 2     | GBR  | Frederick Spiller |
| 3     | GBR  | Harry Johnson     |
| 4     | GBR  | Harold Holmes     |
| 4     | GBR  | George Jessup     |
| 4     | GBR  | Matt Wells        |
| 7     | FRA  | André Bouvier     |
| 7     | GBR  | Edward Fearman    |
| 7     | GBR  | Patrick Fee       |
| 7     | DEN  | Hemming Hansen    |
| 7     | DEN  | Waldemar Holberg  |
| 7     | GBR  | Frank Osborne     |

Datum: 27. Oktober 1908 

12 Teilnehmer aus 3 Ländern

### Mittelgewicht (bis 71,67 kg)
| Platz | Land | Sportler       |
| ----- | ---- | -------------- |
| 1     | GBR  | Johnny Douglas |
| 2     | ANZ  | Reginald Baker |
| 3     | GBR  | William Philo  |
| 4     | GBR  | Ruben Warnes   |
| 5     | GBR  | William Childs |
| 6     | FRA  | Gaston Aspa    |
| 6     | GBR  | William Dees   |
| 6     | FRA  | René Doudelle  |
| 6     | FRA  | Charles Morard |
| 6     | GBR  | Arthur Murdoch |

Datum: 27. Oktober 1908 

10 Teilnehmer aus 3 Ländern
Der Finalkampf ging so knapp aus, dass später vielfach und hartnäckig behauptet wurde, die Kampfrichter hätten sich nicht auf einen Sieger einigen können und Douglas’ Vater habe als Hauptschiedsrichter den Kampf zugunsten seines Sohnes entschieden. In Wirklichkeit war dieser in seiner Funktion als Verbandspräsident lediglich für die Vergabe der Medaillen zuständig. Nachdem Baker 1952 in einem Interview behauptet hatte, das Gerücht sei wahr, wurde es auch in vielen seriösen Publikationen als Fakt dargestellt. Erst 2004 konnte zweifelsfrei nachgewiesen werden, dass Douglas’ Sieg regelkonform gewesen war.

### Schwergewicht (über 71,67 kg)
| Platz | Land | Sportler      |
| ----- | ---- | ------------- |
| 1     | GBR  | Albert Oldman |
| 2     | GBR  | Sydney Evans  |
| 3     | GBR  | Frank Parks   |
| 4     | GBR  | Harold Brewer |
| 4     | GBR  | Albert Ireton |
| 4     | GBR  | Ian Myrams    |

Datum: 27. Oktober 1908 

Alle sechs Teilnehmer waren Briten.